# Прусіново-Валецьке
Прусіново-Валецьке (пол. Prusinowo Wałeckie, нім. Preußendorf) — село в Польщі, у гміні Валч Валецького повіту Західнопоморського воєводства.
Населення — 214 осіб (2011).
У 1975-1998 роках село належало до Пільського воєводства.

## Демографія
Демографічна структура станом на 31 березня 2011 року:
|          | Загалом | Допрацездатний вік | Працездатний вік | Постпрацездатний вік |
| -------- | ------- | ------------------ | ---------------- | -------------------- |
| Чоловіки | 109     | 32                 | 69               | 8                    |
| Жінки    | 105     | 25                 | 62               | 18                   |
| Разом    | 214     | 57                 | 131              | 26                   |